# Myśliborki
Myśliborki (niem. Mützelburg) – osada w Polsce położona w województwie zachodniopomorskim, w powiecie pyrzyckim, w gminie Przelewice.
Miejscowość wchodzi w skład sołectwa Ślazowo.
W latach 1975–1998 miejscowość administracyjnie należała do województwa szczecińskiego.